# تلمبه رضوی
تلمبه رضوی یک منطقهٔ مسکونی در ایران است که در دهستان شریف‌آباد (سیرجان) واقع شده‌است.